# Robert Dazzi
Robert Dazzi (7 de agosto de 1926 – 5 de septiembre de 1982) fue un deportista francés que compitió en judo. Ganó tres medallas en el Campeonato Europeo de Judo en los años 1957 y 1958.

## Palmarés internacional
| Campeonato Europeo | Campeonato Europeo      | Campeonato Europeo | Campeonato Europeo |
| Año                | Lugar                   | Medalla            | Categoría          |
| ------------------ | ----------------------- | ------------------ | ------------------ |
| 1957               | Róterdam (Países Bajos) | Medalla de bronce  | 3.er dan           |
| 1958               | Barcelona (España)      | Medalla de oro     | 3.er dan           |
| 1958               | Barcelona (España)      | Medalla de plata   | +80 kg             |